# Rede Nacional de Expressos
Rede Nacional de Expressos, Lda., kurz Rede Expressos (port. für: Express-Netz), ist ein portugiesisches Busunternehmen mit Sitz in Lissabon, das ein landesweites Netz an Expressbussen betreibt. 

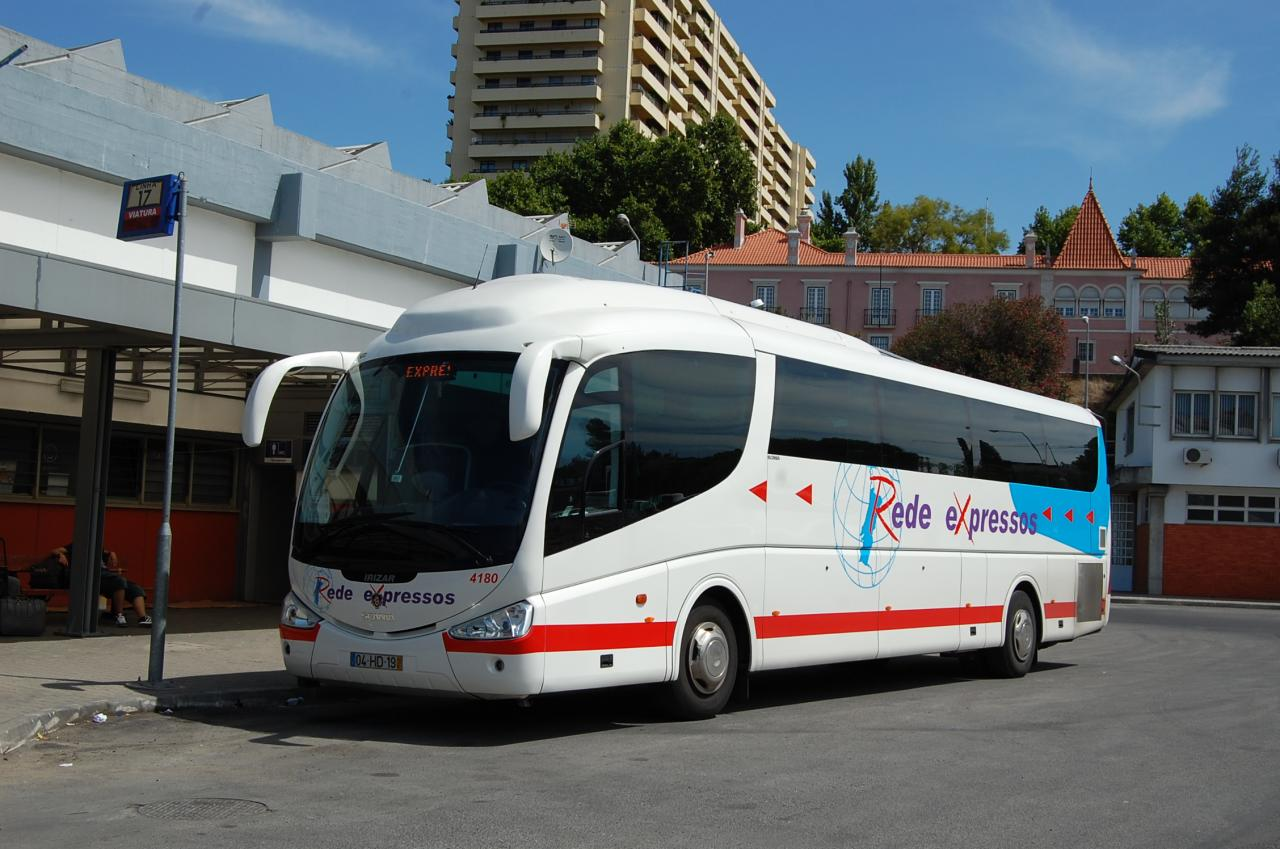
Bus der Rede Expressos in Lissabon

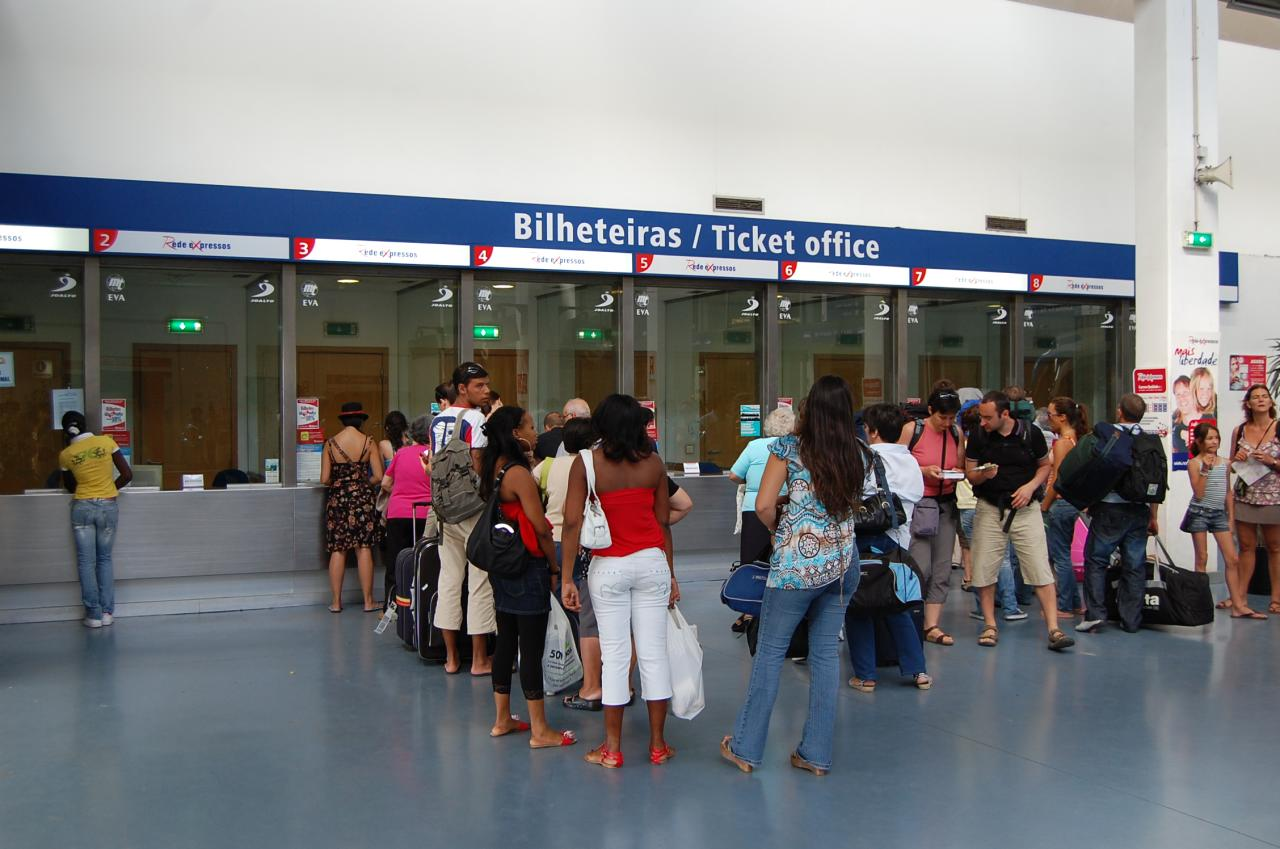
Ticketschalter der Rede Expressos (Sete Rios, Lissabon)

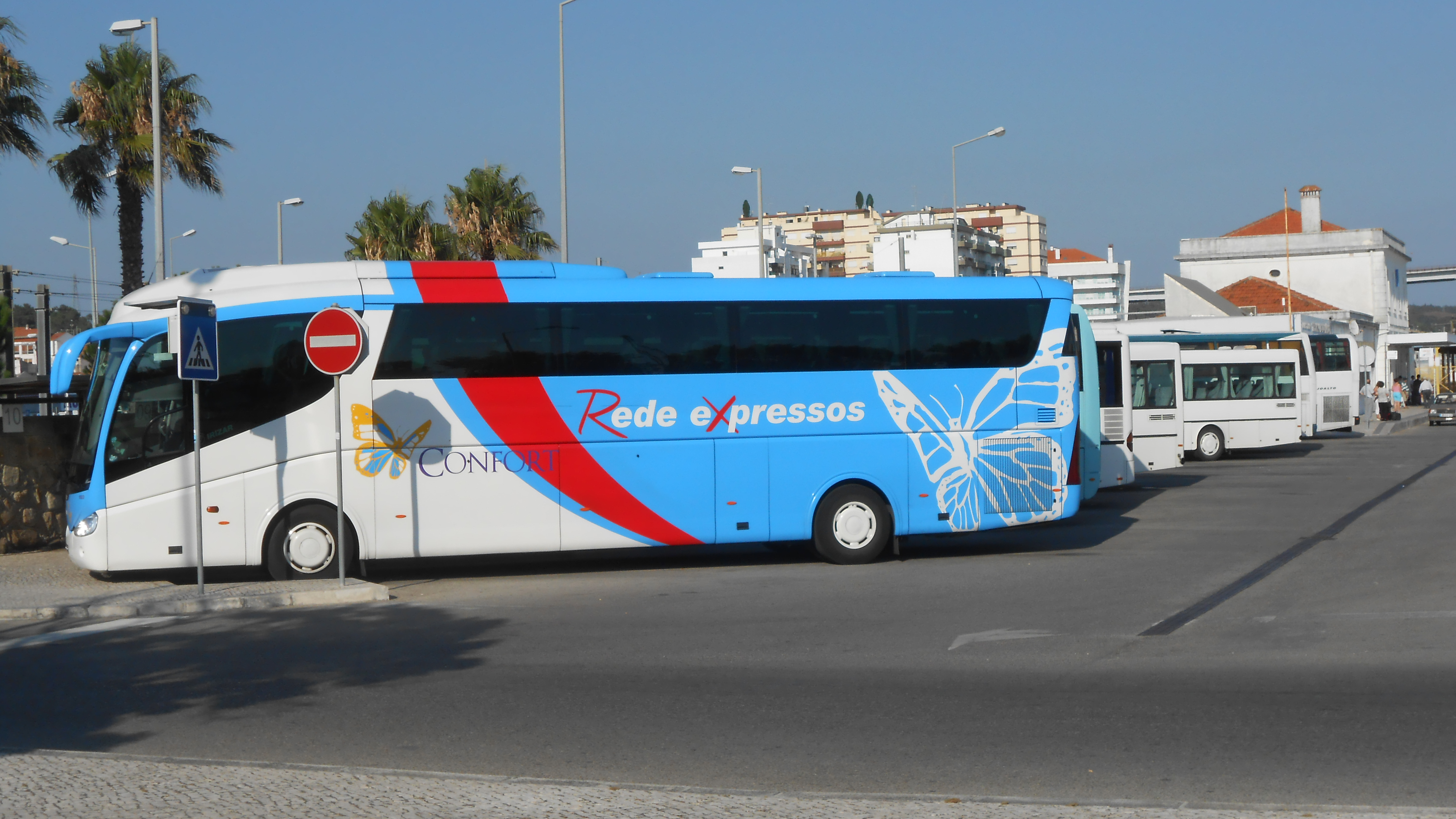
Bus der Rede Expressos im Busbahnhof Figueira da Foz

## Geschichte
Die Rede Expressos entstand 1995 nach der Privatisierung des staatlichen Busbetreibers Rodoviária Nacional. Das Unternehmen ist ein Gemeinschaftsunternehmen der privaten Busbetreiber Rodoviária da Beira Litoral, Rodoviária do Tejo, Rodoviária do Alentejo, Eva Transportes, Barraqueiro Transportes, Rodoviária da Beira Interior und Rodoviária de Entre Douro e Minho, die aus der Privatisierung hervorgegangen waren.

## Bedeutung und Kennzahlen
Die Rede Expressos betreibt mit 200 Bussen ein über 42.000 Kilometer langes Busnetz innerhalb Portugals, alle großen Städte werden angefahren. 2008 fuhren über 4 Millionen Fahrgäste mit dem Unternehmen. Durch die häufige Bedienung und die relativ günstigen Preise ist Rede Expressos ein starker Konkurrent gegenüber der portugiesischen Staatsbahn Comboios de Portugal. Rede Expressos steht in der Nachfolge der Intercity-Verkehre der Rodoviária Nacional.